# Frontière entre la République centrafricaine et la république démocratique du Congo
La frontière entre la république centrafricaine et la république démocratique du Congo est la frontière séparant la république centrafricaine et la république démocratique du Congo.
Une partie de cette frontière est désignée par le cours d'eau Mbomou. Le choix de ce tracé est du en partie à l'exploration de la région en 1886, par le colonel belge Alphonse Van Gele aux ordres du roi Léopold II. Elle a permis un accord en 1887 entre la France et le roi sur un tracé au nord par le Mbomou et à l'est par la rivière Ubangi au lieu du méridien du 17e degré et la latitude du 4e degré nord.
Les États africain actuels ont hérité de ce tracé de 1887.